# نحل

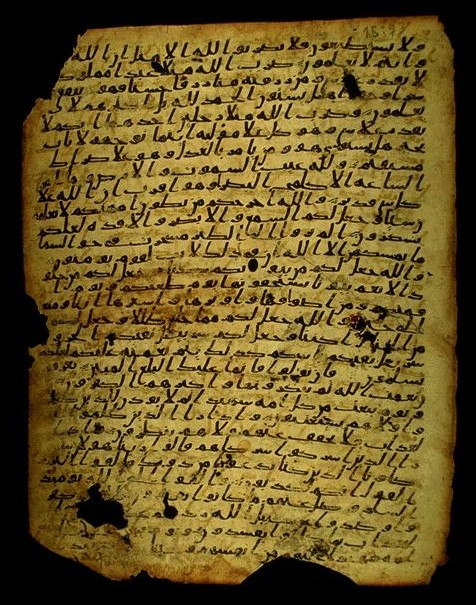
نسخه خطی آیات ۷۳ تا ۸۸ از سوره نحل به خط حجازی متعلق به قرن اول هجری که در کتابخانه جامع کبیر صنعا نگهداری می‌شود.

نحل سوره شانزدهم قرآن و دارای ۱۲۸ آیه است. دلیل نام‌گذاری این سوره به دلیل اشاره به نحل (زنبور عسل) و وحی خدا به آن است. نِعَم به معنی نعمت‌ها نام دیگر این سوره است. این سوره مکی است. از نظر حجم از سوره‌های متوسط قرآن و سه چهارم یک جزء قرآن را دربردارد. سومین سوره از سوره‌های چهارده‌گانه سجده دار است (در آیه ۴۸) که در آن علمای اسلامی توصیه به سجده می‌کنند. از بحث‌های دیگر سوره به یکتاپرستی و معاد و احکام اسلامی مانند دعوت به عدل، انفاق، هجرت، جهاد، نهی از منکر و ستم و پیمان‌شکنی و دعوت به شکرگزاری می‌توان اشاره کرد.